# 1621
| [ Edytuj tabelę ]              | |
| Król Polski                    | - 1587 Zygmunt III Waza 1632 |
| Współksiążęta Andory           | - 1610 Bernat de Salba i Salba 1622 - 1610 Ludwik XIII 1643                                                                                      |
| Król Anglii i Szkocji          | - 1603 Jakub I 1625 |
| Elektor Brandenburgii          | - 1619 Jerzy Wilhelm 1640 |
| Książę Bawarii                 | - 1597 Maksymilian I Bawarski 1623 |
| Sułtan Brunei                  | - 1619 Abdul Jailul Akhbar 1649 |
| Cesarz Chin                    | - 1620 Tianqi 1627 |
| Król Czech                     | - 1620 Ferdynand II Habsburg 1637 |
| Król Danii                     | - 1588 Chrystian IV 1648 |
| Dalajlama                      | - 1617 Lobsang Gjaco 1682 |
| Cesarz Etiopii                 | - 1606 Susnyjos I 1632 |
| Król Francji                   | - 1610 Ludwik XIII 1643 |
| Król Gruzji                    | - 1614 Tejmuraz I 1632 |
| Król Hiszpanii                 | - 1598 Filip III 1621 - 1621 Filip IV 1665 |
| Landgraf Hesji-Kassel          | - 1592 Maurycy Uczony 1627 |
| Stadhouder Holandii            | - 1584 Maurycy Orański 1625 |
| Szach Iranu                    | - 1587 Abbas I Wielki 1629 |
| Państwo Wielkich Mogołów       | - 1605 Dżahangir 1627 |
| Król Irlandii                  | - 1603 Jakub I Stuart 1625 |
| Cesarz Japonii                 | - 1611 Go-Mizunoo 1629 |
| Kalif                          | - 1618 Osman II 1622 |
| Patriarcha Konstantynopola     | - 1620 Cyryl Lukaris 1623 |
| Władca Korei                   | - 1608 Kwanghaegun 1623 |
| Książę Kurlandii i Semigalii   | - 1587 Fryderyk Kettler 1642 |
| Książę Liechtensteinu          | - 1608 Karol I 1627 |
| Książę Monako                  | - 1612 Honoriusz II 1662 |
| Król Nawarry                   | - 1610 Ludwik XIII 1643 |
| Król Norwegii                  | - 1588 Chrystian IV 1648 |
| Sułtan Omanu                   | - 1560 Abd Allah ibn Muhammad 1624 |
| Elektor Palatynatu             | - 1610 Fryderyk V 1623 |
| Papież                         | - 1605 Paweł V 1621 - 1621 Grzegorz XV 1623 |
| Książę Parmy i Piacenzy        | - 1592 Ranuccio I 1622 |
| Król Portugalii                | - 1598 Filip II 1621 - 1621 Filip III 1640 |
| Książę w Prusach               | - 1620 Jerzy Wilhelm 1640 |
| Car Rosji                      | - 1613 Michał I 1645 |
| Cesarz Rzymski (niemiecki)     | - 1619 Ferdynand II Habsburg 1637 |
| Kapitanowie Regenci San Marino | - 1620 Camillo Bonelli Belluzzo Belluzzi 1621 - 1621 Bernardino Belluzzi Lattanzio Valli 1621 - 1621 Gio. Andrea Belluzzi Fabrizio Belluzzi 1622 |
| Elektor Saksonii               | - 1611 Jan Jerzy I Wettyn 1656 |
| Król Szkocji                   | - 1567 Jakub VI 1625 |
| Król Szwecji                   | - 1611 Gustaw II Adolf 1632 |
| Król Tajlandii                 | - 1611 Songtham 1628 |
| Sułtan Turków                  | - 1618 Osman II 1622 |
| Doża Wenecji                   | - 1618 Antonio Priuli 1623 |
| Król Węgier                    | - 1619 Ferdynand III 1637 |
| Książęta Wirtembergii          | - 1608 Jan Fryderyk 1628 |

Rok 1621 / MDCXXI
stulecia: XVI wiek ~
XVII wiek ~
XVIII wiek

lata: 1611 «
1616 «
1617 «
1618 «
1619 «
1620 «
1621
» 1622
» 1623
» 1624
» 1625
» 1626
» 1631

## Wydarzenia w Polsce
- 21 czerwca – poświęcono kościół św. Józefa w Poznaniu
- 1 sierpnia – w oczekiwaniu na nadciągające wojska tureckie wojska Rzeczypospolitej pod dowództwem hetmana Chodkiewicza stanęły obozem nad Dniestrem w pobliżu zamku w Chocimiu
- 21 sierpnia – wojna polsko-szwedzka: wojska szwedzkie rozpoczęły oblężenie Rygi
- 23 sierpnia – w Warszawie rozpoczął obrady sejm zwyczajny[1]
- koniec sierpnia – pod Chocim przybyły posiłki z królewiczem Władysławem Wazą z 10 tys. żołnierzy
- 1 września – pod Chocim przybyło 30 tys. Kozaków pod dowództwem Piotra Konaszewicza-Sahajdacznego
- 2 września – 9 października – bitwa pod Chocimiem, zakończona zwycięstwem wojsk polsko-litewsko-kozackich pod dowództwem Jana Karola Chodkiewicza nad siłami tureckimi
- Wrzesień – Jerzy Wilhelm Hohenzollern złożył Zygmuntowi III Wazie hołd lenny z Prus Książęcych
- 24 września – w obozie pod Chocimiem zmarł Jan Karol Chodkiewicz
- 24 września – poświęcono kościół św. Tomasza Apostoła w Krakowie
- 25 września – wojna polsko-szwedzka: wojska szwedzkie pod dowództwem Gustawa Adolfa zdobyły Rygę
- 9 października – podpisano pokój pod Chocimiem.

- Uroczysty wjazd do Krakowa królewicza Władysława po zwycięstwie nad Turkami pod Chocimem. Królewicz odbył pielgrzymkę do siedmiu kościołów krakowskich
- Król Zygmunt III Waza rozpoczął budowę floty królewskiej.

## Wydarzenia na świecie
- 9 lutego – Alessandro Ludovisi został wybrany na papieża i przyjął imię Grzegorz XV
- 22 marca – osadnicy z osady Plymouth doszli do porozumienia z wodzem Indian Ousamequin ze szczepu Wampanoagowie w sprawie pokojowego współistnienia.
- 31 marca – Filip IV został królem Hiszpanii i jako Filip III Portugalii.
- 1 kwietnia – osadnicy z Plymouth zawarli pierwszy traktat pokojowy z tubylczą ludnością Ameryki Północnej.
- 3 maja – angielski filozof, prawnik i polityk Francis Bacon został oskarżony o korupcję i pozbawiony stanowiska Lorda Kanclerza.
- 7 maja – cesarz Ferdynand II Habsburg wypłacił zaległy żołd i zwolnił ze służby uciążliwych z powodu dokonywanych grabieży polskich lisowczyków.
- 24 maja – została formalnie rozwiązana Unia Protestancka.
- 3 czerwca – Stany Generalne Niderlandów założyły Kompanię Zachodnioindyjską, która przejęła monopol handlowy oraz prawo zakładania kolonii w Nowym Świecie.
- 21 czerwca – po zdławieniu antyhabsburskiego powstania stracono w Pradze 27 przedstawicieli husyckiej szlachty czeskiej, a ich głowy zatknięto na wieżach Mostu Karola.
- 19 sierpnia – bitwa nad rzeką Prut pomiędzy wojskami kozackimi a tureckimi.
- Październik – osadnicy z Plymouth wraz z Indianami ze szczepu Wampanoagowie świętowali przez trzy dni udane żniwa. Na pamiątkę tego wydarzenia w USA obchodzone jest Święto Dziękczynienia (Thanksgiving Day).
- 18 listopada – papież Grzegorz XV ustanowił zakon Pijarów.
- 20 grudnia – wojna trzydziestoletnia: bitwa pod Kirdorfem.
- 31 grudnia – w Mikulovie zawarto traktat pokojowy kończący antyhabsburskie powstanie Bethlena na Węgrzech i Morawach.

- Architekci holenderscy, pracujący na zlecenie króla Gustawa II Adolfa, założyli Göteborg.
- bitwa morska pod Trapezuntem pomiędzy kozakami zaporoskimi i Osmanami

## Urodzili się
- 27 stycznia:
  - Andrzej Olszowski, biskup chełmiński, arcybiskup gnieźnieński i prymas Polski, podkanclerzy koronny (zm. 1677)
  - Thomas Willis angielski lekarz anatom, jeden z twórców neurologii (zm. 1675)
- 16 marca – Georg Neumark, niemiecki kompozytor i poeta, wirtuoz gry na violi da gamba, autor pieśni religijnych (zm. 1681)
- 31 marca – Andrew Marvell, angielski poeta metafizyczny i parlamentarzysta (zm. 1678)
- 24 czerwca – Jan Andrzej Morsztyn, polski poeta barokowy (zm. 1693)
- 8 lipca
  - Jean de La Fontaine, poeta francuski, bajkopisarz (zm. 1695)
  - Eleonora Krystyna Oldenburg, duńska arystokratka (zm. 1698)
- 8 września – Ludwik II Burbon-Condé, książę de Condé, marszałek Francji (zm. 1686)
- 21 października – Mikołaj Barré, francuski minimita, założyciel Zgromadzenia Sióstr od Dzieciątka Jezus, błogosławiony katolicki (zm. 1686)
- 8 grudnia – Maksymilian Henryk Wittelsbach, elektor, arcybiskup Kolonii (zm. 1688)

Data dzienna nieznana: 
- Tomasz Pickering, angielski benedyktyn, męczennik, błogosławiony katolicki (zm. 1679)

## Zmarli
- 28 stycznia – Paweł V, papież (ur. 1552)
- 28 lutego – Kosma II Medyceusz – Wielki Książę Toskanii (ur. 1590)
- 31 marca – Filip III Habsburg, król Hiszpanii (ur. 1578)
- 2 czerwca – Eilhardus Lubinus, niemiecki geograf (ur. 1565)
- 13 sierpnia – Jan Berchmans, belgijski jezuita, święty katolicki (ur. 1599)
- 17 września – Robert Bellarmin, włoski jezuita, kardynał, Doktor Kościoła, święty katolicki (ur. 1542)
- 24 września – Jan Karol Chodkiewicz, hetman polny litewski, hetman wielki litewski, wojewoda wileński (ur. 1560)

## Święta ruchome
- Tłusty czwartek: 18 lutego
- Ostatki: 23 lutego
- Popielec: 24 lutego
- Niedziela Palmowa: 4 kwietnia
- Wielki Czwartek: 8 kwietnia
- Wielki Piątek: 9 kwietnia
- Wielka Sobota: 10 kwietnia
- Wielkanoc: 11 kwietnia
- Poniedziałek Wielkanocny: 12 kwietnia
- Wniebowstąpienie Pańskie: 20 maja
- Zesłanie Ducha Świętego: 30 maja
- Boże Ciało: 10 czerwca